# Bugula neritinoides
Bugula neritinoides is een mosdiertjessoort uit de familie van de Bugulidae. De wetenschappelijke naam van de soort is voor het eerst geldig gepubliceerd in 1939 door Hastings.